# 安東尼·拉帕里亞
安東尼·拉帕里亞（Anthony M. LaPaglia，1959年1月31日—）是澳大利亞的一位演員。他出演過的主要電影有終極證人。